# 4th Man Out
Pour plus de détails, voir Fiche technique et Distribution.
4th Man Out est un film américain réalisé par Andrew Nackman, sorti en 2015.

## Synopsis
Lors de son vingt-quatrième anniversaire, Adam a des difficultés à faire son coming out auprès de ses amis.

## Fiche technique
- Titre : 4th Man Out
- Réalisation : Andrew Nackman
- Scénario : Aaron Dancik
- Musique : Herman Beeftink
- Photographie : Damian Horan
- Montage : Michael P. Shawver
- Production : Lauren Avinoam, Lauren Hogarth et Jed Mellick
- Société de production : Tait Productions et Moving Pictures
- Société de distribution : Gravitas Ventures (États-Unis)
- Pays de production :  États-Unis
- Genre : Comédie dramatique
- Durée : 86 minutes
- Dates de sortie : 
  - Canada : 26 mai 2015 (Inside Out)
  - États-Unis : 5 février 2016
  - France : 10 mai 2016 (Internet)

## Distribution
- Parker Young : Chris
- Evan Todd : Adam
- Chord Overstreet : Nick
- Jon Gabrus : Ortu
- Kate Flannery : Karen
- Jennifer Damiano : Tracy
- Jordan Lane Price : Jessica
- Doug Moe : Bradstar
- Alex Rennie : Paul
- Brooke Dillman : Martha
- Jake Epstein : Marc l'artiste
- Sean Hankinson : Derek
- Heather Blair : Lindsay
- Tommy Bracco : Giovanni
- Nick Clark : Matt
- Kenneth De Abrew : Freddie
- Brett Eidman : papa Ortu
- Danelle Eliav : Michelle
- Mitch Giannunzio : le père O'Malley
- Brandon Gill : Hugh
- Laura Harrier : Dorothy Cuda
- Lucas Hazlett : Julian
- Elisabeth Henry : mamie Ortu
- Richard Lounello : Frank
- Steven Patrick O'Connor : papy Ortu
- Merritt Reid : Brett
- Erika Smith : Brenda
- Vanessa Thorpe : Wanda
- Christopher Whalen : Ugo
- Marquis Wood : Steve

## Accueil
Le film a reçu un accueil positif de la critique. Il obtient un score moyen de 43 % sur Metacritic.